# Corona (astrogeología)

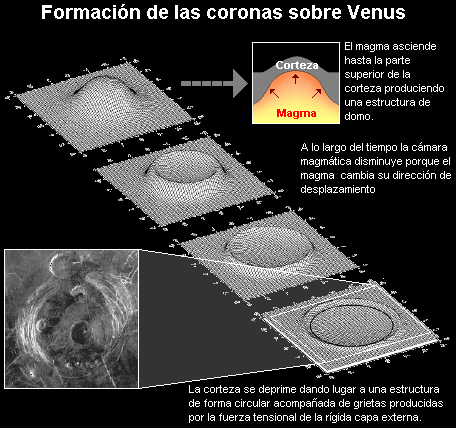
Esquema sobre la formación de coronas en Venus

En astrogeología, una corona  es un rasgo de forma oval. Las coronas aparecen tanto en el planeta Venus como en la luna Miranda de Urano, y su formación puede deberse al alzamiento de material caliente desde debajo de la superficie.

## Coronas en Venus
La geodinámica en la superficie de Venus está dominada por patrones de vulcanismo basáltico, y por deformación tectónica a través de compresiones y extensiones, tales como las altamente deformes terrenos con tesseras y las coronas con forma de panqueque.
En Venus, las coronas son grandes (típicamente varios cientos de kilómetros de un lado a otro), con forma de corona, y con características volcánicas
Las coronas fueron identificadas por primera vez en 1983, cuando equipos de imágenes de radar a bordo de las naves Venera 15 y 16 produjeron imágenes de alta resolución de algunas características superficiales que previamente se pensaba que eran cráteres de impacto.
Se cree que las coronas se forman cuando las columnas de material caliente ascendente en el manto empujan la corteza hacia arriba en forma de cúpula, la que luego se derrumba en el centro cuando el magma fundido se enfría y escapa a los lados, dejando una estructura con forma de corona.
La corona más grande de Venus es Artemis Corona, la cual tiene 2100 km de diámetro.

## Coronas en Miranda
La pequeña luna uraniana de Miranda presenta características ovoides que son muy grandes en relación con su tamaño. Pueden ser formados por diapiros, alzamientos de hielo caliente intrusivos desde bajo de la superficie.

## Galería
|                         |
| Fotla Corona, en Venus. |

|                                         |
| Artemis Corona, la más grande de Venus. |

|                              |
| Inverness Corona, en Miranda |